# Aleurolobus piliostigmatos
Aleurolobus piliostigmatos là một loài côn trùng cánh nửa trong họ Aleyrodidae, phân họ Aleyrodinae.
Aleurolobus piliostigmatos được Bink-Moenen miêu tả khoa học đầu tiên năm 1983.